# Annie Wegelius
Ann Maria Wegelius, känd som Annie Wegelius, född 10 mars 1959 i Östersund, död 25 september 2017 i Engelbrekts distrikt i Stockholm, var en svensk medieprofil. Hon var programdirektör på Sveriges Television 2007–2013.

## Biografi
Annie Wegelius växte upp på Lidingö i Stockholms län. Efter studier i statsvetenskap, informationsteknik och filmvetenskap gick hon på Poppius journalistskola.
Hon började sin mediekarriär med ett vikariat på TV-teatern på TV 2 och arbetade från 1982 inom produktionsbolaget Mekano Film & Television AB i Stockholm, först som receptionist med senare som projektledare.
Mekano gjorde bland annat reklamfilm och Jan Steinmann, som höll på att starta TV3 i London, sökte efter folk som kunde reklam-TV. Enligt Wegelius fick hon först i uppgift att rekrytera en programchef, men det slutade med att Steinmann föreslog att hon själv skulle bli kanalens första programchef. Hon var TV3:s programchef fram till 1990.
Våren 1990 grundade hon det egna tv-produktionsbolaget Wegelius Television som hon skulle driva i sju år. Inledningsvis gjorde hon detta i blygsam skala för att inte konkurrera med TV3, men snart utökades verksamheten i företaget som skulle producera program i olika genrer för tv-bolag i Sverige, Norge och Danmark och blev som en plantskola för en mängd svenska blivande mediechefer. I december 1994 såldes företaget till Bonnierkontrollerade Svensk Filmindustri. Hon stannade kvar som vd, men lämnade Wegelius TV den 1 juli 1997.
Tillsammans med vetenskapsjournalisten Maria Borelius startade hon 1998 den egna TV-kanalen och utbildningsföretaget K-world.   Huvudinvesterare var Investor och familjen Rausing samt ytterligare utländska parter. Ursprungstanken var att bilda ett utbildningsföretag med TV- och internetmedierna som plattform. Man erbjöd också traditionell kursverksamhet och införlivade år 2000 friskolan Mobila Gymnasiet med 950 elever utspridda på fyra skolor i Stockholm, Göteborg och Malmö. Företaget lades ned 2002 med 700 miljoner kronor i underskott.
I samband med folkomröstningen om euron 2003 företrädde Wegelius ja-sidan i TV4:s slutdebatt. I maj 2004 tog hon tillfälligt över som vd för produktionsbolaget Novamedia som låg bakom Bingolotto.
I januari 2005 instiftade de stora svenska TV-kanalerna det gemensamma TV-priset Kristallen. Wegelius blev stiftelsen Det svenska teveprisets första ordförande.
I mars 2007 meddelas att SVT:s vd Eva Hamilton rekryterat Wegelius till den centrala chefsbefattningen som programdirektör för allmän-TV på Sveriges Television 2007. Hon hade ansvar för bland annat underhållning, fakta, dokumentärer, drama samt kultur- och barnprogram. Hon lämnade detta arbete 2013.
Sist arbetade Wegelius som rådgivare åt svenska och internationella företag och organisationer. Hon var värd för Sommar i P1 i Sveriges Radio 10 augusti 2014. Hon vann hederspriset under Kristallen 2016.
Annie Wegelius var gift två gånger, hade ett barn och bodde i Stockholm. Hon var halvsyster till Jakob Wegelius. Annie Wegelius är gravsatt på Galärvarvskyrkogården i Stockholm.